# Karakalpakstan
Karakalpakstan, eller Karakalpakistan (äldre Karakalpakien), är en autonom republik i västra Uzbekistan vid Aralsjön. Republiken har 1 632 000 invånare (2004) och en yta på 165 000 km². 
Karakalpakstan upprättades som Karakalpakiska ASSR 1935. Huvudstad var 1924-28 och 1930-32 Turtkul och är sedan 1932 Nukus.
Karakalpakstan har ett eget parlament, en egen regering och en egen flagga. Karakalpakiska är tillsammans med uzbekiska administrationsspråk. Självstyret är dock i realiteten mycket kringskuret och alla viktiga beslut fattas i Tasjkent.